# Luís Oliveira
Luís Oliveira   (São Luís, 24 de març de 1969) és un exfutbolista belga.

## Selecció de Bèlgica
Va formar part de l'equip belga a la Copa del Món de 1998. Un cop retirat fou entrendador.